# Konrad V. (Teck)

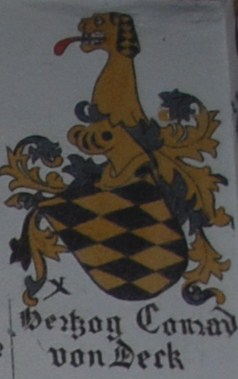
Wappen Konrad V. von Teck in der Schlachtkapelle Sempach

Konrad V. von Teck (* 5. Mai 1361; † 9. Juli 1386 bei Sempach), Herzog von Teck, war ein Sohn von Friedrich III. von Teck und gehörte der Mindelheimer Seitenlinie der Herzöge von Teck an.

## Leben
Konrads Mutter war Anna von Helfenstein († Mitte November 1392).
Gemäß einem Nekrolog des Klosters St. Gallen wurde Herzog Konrad V. von Teck am Tag vor Himmelfahrt 1361 geboren.
1375 erfolgte die erste urkundliche Erwähnung als Konrad Thumas von Teck. Er verwendete 1379 dasselbe Wappenbild in seinem Rundsiegel wie sein Vater Friedrich III.
Am 16. August 1380 unterzeichnete Konrad als Mitglied der Rittergesellschaft von dem Löwen einen Fehdebrief an die Reichsstadt Frankfurt. Im Januar 1384 siegelte er eine Urkunde für das Hochstift Augsburg.
Bei der Schlacht bei Sempach am 9. Juli 1386 fiel Herzog Konrad V. von Teck. Dessen Wappen ist in der dortigen Schlachtkapelle unter jenen der gefallenen Adelsgeschlechter mit aufgeführt.
Seine Leiche wurde nach Ferrara überführt und in der Kirche der Minoritenbrüder Corpus Domini, der Grablege des Hauses Este, beigesetzt.

## Ehe und Nachkommen
Am 14. Juni 1377 heiratete er in Ferrara Viridis d’Este aus dem fränkischen Adelsgeschlecht der Este. Die Rückreise nach Deutschland erfolgte am 6. Juli 1377.
Es gab ein früh verstorbenes Kind.
Siehe auch: Stammliste der Herzöge von Teck.